# Índia Armelau
Amanda Brandao Armelau, mais conhecida como Índia Armelau (Manaus, 20 de janeiro de 1988), é uma ex-nadadora e política brasileira, filiada ao Partido Liberal (PL). Atualmente é deputada estadual do Rio de Janeiro.
Em 2022, foi eleita para seu primeiro mandato na ALERJ com 57.582 votos.

## Biografia
Possui ascendência indígena e italiana. Foi criada no bairro de Aparecida, em Manaus, onde iniciou sua carreira como nadadora na Academia Golfinho. Foi convidada para fazer parte da equipe de natação do Atlético Rio Negro Clube.

### Carreira na natação
Competiu nas categorias de base do Club de Regatas Vasco da Gama, no Rio de Janeiro, tendo feito parte da equipe campeã estadual infantil. Pelo adulto, fez parte do Unisanta, em São Paulo.
Segundo a Federação Internacional de Natação, Armelau participou de sete provas da Copa do Mundo FINA, entre 2004 a 2006. Seu melhor desempenho foi nos 50 metros borboleta em piscina curta, com dois sextos lugares.
Esteve presente no Troféu Brasil de Natação de 2005, com um terceiro lugar nos 200 metros livre e nos 4x50m livre. Já no Troféu José Finkel do mesmo ano, ficou em segundo lugar nos 100 metros medley, perdendo para Rebeca Gusmão; em terceiro lugar nos 100 metros borboleta e em segundo lugar nos 4x100m medley. Ajudou o Unisanta a ficar na segunda posição geral na competição.
Disputou a Copa Latina de 2006, em São Paulo, tendo conquistado uma medalha de ouro no 4x100m livre e uma prata nos 50 metros borboleta.

### Pós-carreira esportiva
Encerrou sua carreira como atleta na natação em 2008 e iniciou os estudos em licenciatura e bacharelado em Educação Física. Participou do concurso "Musa do Cariocão 2012", promovido pelo programa Balanço Esportivo, da CNT, tendo representado o Vasco da Gama. Passou a ser empresária na área fitness, sendo dona de um centro de treinamento de CrossFit.

### Vida política
Ficou conhecida pela sua atuação política nas redes sociais, com críticas ao Partido dos Trabalhadores. Filiou-se ao PL e foi eleita deputada estadual no Rio de Janeiro com 57.582 votos, em 2022.
Como deputada estadual, aprovou um projeto que institui o dia 31 de julho como o "Dia do Vira-Lata" no calendário oficial do Rio de Janeiro, com o objetivo de promover a adoção de animais sem raça definida. Em janeiro de 2024, apresentou emenda impositiva para destinar mais de R$ 815 mil para obras de infraestrutura e aquisição de equipamentos de ar-condicionado nas escolas estaduais.
Em fevereiro de 2024, votou a favor da manutenção do mandato da deputada Lucinha, que havia sido afastada do cargo pelo Tribunal de Justiça do estado, acusada de possuir ligações com milicianos.
Na eleição de 2024, foi escolhida para compor a chapa de Alexandre Ramagem para a vice-prefeitura do Rio de Janeiro.